# Encyclopedia Galactica
De Encyclopedia Galactica (ook wel Encyclopaedia Galactica) is een fictieve of hypothetische encyclopedie van een toekomstige beschaving. De encyclopedie bevat alle relevante kennis van een beschaving die de gehele Melkweg omvat, met biljoenen mensen en een geschiedenis van duizenden jaren.
De term werd voor het eerst gebruikt in de Foundation-trilogie van Isaac Asimov, waar het een belangrijk onderdeel van het verhaal is. Daarna is het concept door vele sciencefictionschrijvers gebruikt. De bekendste hiervan is wellicht Douglas Adams, die in zijn boek The Hitchhiker's Guide to the Galaxy de Hitchhiker's Guide tegenover de Encyclopaedia Galactica zet. De laatste is weliswaar veel betrouwbaarder en vollediger, maar de Hitchhiker's Guide is iets goedkoper en er staat in grote letters "Geen Paniek!" op de omslag.
Verschillende auteurs gebruiken "lemma's" uit de Encyclopedia Galactica aan het begin van een boek of aan het begin van hoofdstukken om efficiënt het verhaal in te leiden. 
Teleac/NOT heeft een educatief televisieprogramma over het heelal onder de naam Encyclopedia Galactica.